# Protonemura orbiculata
Protonemura orbiculata är en bäcksländeart som beskrevs av Tatemi Shimizu 1998. Protonemura orbiculata ingår i släktet Protonemura och familjen kryssbäcksländor. Inga underarter finns listade i Catalogue of Life.